# Skrycik szary
Skrycik szary (Crypturgus cinereus) – gatunek owada z rzędu chrząszczy.
Rójka
Przebiega na przełomie kwietnia i maja oraz lipca i sierpnia (jak u skrycika najmniejszego i owłosionego).
Wygląd
Larwa beznoga (jak u wszystkich kornikowatych), barwy białej, z jasno-brunatną głową. Poczwarka typu wolnego; barwy białej, kolebka poczwarkowa w łyku. Imago długości 1,0–1,3 mm. Kształt podłużny, walcowaty, lekko spłaszczony, barwy szarej, matowy. Przedplecze owalne, gęsto punktowane. Pokrywy skrzydeł nieznacznie lśniące, z lekko marszczonymi międzyrzędami gęstych punkcików. Dymorfizm płciowy widoczny na ścięciu pokryw, gdzie samica ma wyraźnie większą ilość złotawych włosków.
Występowanie
W Polsce pospolity.
Pokarm
Samica najczęściej rozpoczyna żerowisko od nyż jajowych w chodnikach larwalnych innych korników (oraz kózkowatych, ryjkowcowatych lub bogatkowatych), gdzie może zjadać jaja lub młode larwy swoich gospodarzy. Rzadkim zjawiskiem jest samodzielne zakładanie żerowiska. Larwy wygryzają stosunkowo krótkie chodniki w łyku lub korze. 
Znaczenie
Może ograniczać nieznacznie populację innych korników.